# Sayaka Ohara
Sayaka Ohara (大原 さやか Ōhara Sayaka?,  Prefectura de Kanagawa, 6 de diciembre de 1975) es una seiyū japonesa, afiliada a Haikyō. Se graduó en la Universidad Aoyama Gakuin en el departamento de literatura.

## Filmografía

### Anime
1998
- Detective Conan (Yuri Shirai)

1999
- BBidaman Bakugaiden V (Jenifer)
- Devil Lady (Eri Asakawa)
- Seikai no Monshou (Kuhaspia)
- Seraphim Call (Kie)
- Space Pirate Mito (Hiroko)
- Space Pirate Mito 2 (Hiroko)

2000
- Meitantei Conan (Kayoko Takahashi)
- Shima Shima Tora no Shimajirō (Chica Perro)
- Vandread (Ezra Vieil)

2001
- Angelic Layer (Yuko Hikawa)
- Meitantei Conan (Aiko Misawa)
- InuYasha (princesa)
- Star Ocean: The Second Story (Nine)
- Vandread segunda generación (Ezra Vieil)
- Z.O.E. Dolores,i (Operator)

2002
- Asagari no Miko (Shizuka Midou)
- Azumanga Daioh (Mrs Kimura)
- Meitantei Conan (Megumi Kurata)
- Dragon Drive (Meguru)
- Galaxy Angel A (third season) (Major Mary)
- Onegai Teacher (Kaede Misumi)
- Shrine of the Morning Mist (Shizuka Midou)

2003
- InuYasha (Wakana)
- Kaleido Star (Layla Hamilton)
- Popotan (Ai)
- Scrapped Princess (Raquel Casull)
- Stratos 4 (Sayaka Kisaragi)
- Sumeba Miyako no Cosmos-sō Suttoko Taisen Dokkoider (Kurinohara/Kurika)
- Yami to Bōshi to Hon no Tabibito (Yōko Sumeragi)

2004
- A15

- Cho Henshin Cos∞Prayers  (Pricillaria Shamaran/Sallylayer)
- HIT o Nerae! (Hikaru Jogasaki)
- LOVE♥LOVE? (Hikaru Jogasaki)

- Burst Angel (Angelique)
- Meitantei Conan (Miwa Yasuda)
- Daphne in the Brilliant Blue (Rena Honjou)
- GIRLS BRAVO first season (Maharu Sena Kanaka)
- Kita e (Enfermera)
- Maria-sama ga Miteru (Yamamura-sensei)
- Midori no Hibi (Haruka Kasugano, Marin)
- School Rumble (Tae Anegasaki)

2005
- ARIA The ANIMATION (Alicia Florence)
- Atashin'chi (Mujer)
- Black Jack (Paciente)
- Bleach (Masaki Kurosaki)
- Emma: A Victorian Romance (Grace Jones)
- Full Metal Panic!: The Second Raid (Wraith)
- GIRLS BRAVO segunda temporada (Maharu Sena Kanaka)
- He Is My Master (Mizuho Sawatari)
- Honey and Clover (Rika Harada)
- Noein - Mou Hitori no Kimo He (Ryouko Uchida)
- Pani Poni Dash! (Igarashi-sensei)
- ROCKMAN EXE BEAST (Phakchi Farang)
- Shakugan no Shana (Bel Peol)
- Starship Operators (Isabel Ferini)
- SoltyRei (Miranda Maverick)
- Trinity Blood (Noélle Bor)
- Tsubasa Chronicle primera serie: (Yūko Ichihara)
- Viewtiful Joe (Silver Snow)
- Wagamama Fairy Mirumo De Pon! (Sra. Sumita (Charming))
- Windy Tales (Actriz de película)

2006
- ARIA The NATURAL (Alicia Florence)
- Bartender (Sayo Yamagichi)
- Busō Renkin (Mayumi Hayasaka)
- Chocotto Sister (Ayano Sonozaki)
- Code Geass - Lelouch of the Rebellion (Millay Ashford, Madre, Lelouch (joven))
- Fist of the Blue Sky (Yáng Měi-Yù)
- Good Witch of the West Astraea Testament (Hyla)
- Honey and Clover II (Rika Harada)
- Jigoku Shoujo Futakomori (Chinami Hagisawa)
- Keroro Gunsō (Mukero) - ep. 98
- MAJOR segunda temporada (Shizuka Saotome)
- MÄR (Venus)
- Project BLUE Chikyuu SOS (Emery)
- Tonagura! (Hatsune Arisaka)
- Tsubasa Chronicle segunda temporada (Yūko Ichihara)
- School Rumble Ni Gakki (Tae Anegasaki)
- Utawarerumono (Urutori)
- ×××HOLiC (Yūko Ichihara)

2007
- Bamboo Blade (Mumuhouse Manager)
- Blue Dragon (Hermana de Tonto)
- Bokurano (Miko Nakarai)
- Darker Than Black (Mîna Kandaswami)
- Emma: A Victorian Romance Second Act (Grace Jones)
- Fantastic Detective Labyrinth (Miyako Tomaru)
- GR: Giant Robo (Isabella Raid)
- Higurashi no Naku Koro ni Kai (Madre de Rika)
- Kaze no Stigma (Kirika Tachibana)
- Jūsō Kikō Dancouga Nova (Seimī)
- MAJOR segunda temporada (Shizuka Saotome)
- Moyashimon (Haruka Hasegawa)
- Romeo x Juliet (Hermione)
- Princess Resurrection (Micasa)
- Prism Ark (Echo)
- Doll animation Licca-chan (Izumi-chan)
- Sara! Get You: ~On Air 2~ (Akie)
- Shakugan no Shana Second (Bel Peol)
- Shugo Chara! (Madre de Nadeshiko)
- Skull Man (Yui Onizuka)

2008
- ARIA The ORIGINATION (Alicia Florence)
- Blassreiter (Beatrice Grese)
- Code Geass Rebellion of Lellouch R2 (Milly Ashford)
- Hakushaku to Yōsei (Ermine)
- Hidamari Sketch×365 (Naoi)
- ×××HOLiC:Kei (Yūko Ichihara)
- Kirarin Revolution (Teacher Sumima)
- Linebarrels of Iron (Yui Ogawa)
- Mnemosyne -Mnemosyne no Musumetachi- (Laura)
- Nodame Cantabile Paris (Son Rui)
- SCARECROWMAN THE ANIMATION (Catherine)
- Sekirei (Miya Asama)
- Telepathy Shōjo Ran Jiken Note (Yasuko Takasu)
- Tetsuwan Birdy: Decode (Reika Kanno)
- Toradora! (Yasuko Takasu)
- Zettai Karen Children (Madre de Minamoto)

2009
- Umineko no Naku Koro ni (Beatrice)
- Fairy Tail (Erza Scarlet)
- To Aru Kagaku No Railgun (Telestina)
- Aoi Hana (Automatic station broadcasting)
- Asura Cryin' (Clichy)
- Asura Cryin'2 (Clichy)
- Basquash! (Haruka Gracia)
- Black God (Akane Sano)
- Tetsuwan Birdy: Decode Season 2 (Kaori Sanada)
- Doraemon (Little Mermaid)
- Hanasakeru Seishōnen (Isabella)
- Hipira: The Little Vampire (Soul)
- Kūchū Buranko (Sayoko)
- Queen's Blade: Wandering Warrior (Melpha)
- Queen's Blade: Inheritor of the Throne (Melpha)
- Shugo Chara!! Doki (Madre de Nagihiko)
- Tatakau Shisho (Renas/Olivia)
- The Guin Saga (Queen Tania, Emma)
- Valkyria Chronicles (Selvaria Bles)

2010
- Chu-Bra!! (Tamaki Mizuno)
- Level E (Mermaidy episodio 10)
- Nodame Cantabile: Finale (Son Rui)
- Seikon no Qwaser (Urada Oikawa)
- Sekirei: Pure Engagement (Miya Asama)
- Otome Yōkai Zakuro (Madre de Zakuro)
- MM! (Tomoko Sado)
- Fairy Tail (Erza Scarlet)

2011
- Hourou Musuko (Satomi Nitori)
- Level E (Mermaid)
- Usagi Drop (Yukari Nitani)
- Fairy Tail (Erza Scarlet)
- Rio: Rainbow Gate! (Cartia Golshmit)
- Oniichan no Koto Nanka Zenze Suki Janain Dakara ne! (Madre de Shuusuke)
- Hidan no Aria (Kanae Kanzaki)
- Shakugan no Shana FINAL (Bel Peol)
- C3 Cube X Curse X Curious (Peavy Baroy)
- Ben-To (Matsuba Kiku)
- Persona 4 The Animation (Margaret)
- Fate/Zero (Irisviel von Einzbern)

2012
- Fairy Tail (Erza Scarlet)
- Jormungand (Sophia Velmer "Valmet")
- Hiiro no Kakera (Vier)
- Upotte!! (Ms. Thompson)
- Fate Zero 2 (Irisviel von Einzbern)
- Moyashimon Returns (Haruka Hasegawa)
- Muv-Luv Alternative: Total eclipse (Stella Bremer)
- Natsuyuki Rendezvous (Rokka Shimao)
- Tari Tari (Mahiru Sakai, Madre de Wakana)
- Chouyaku Hyakuninisshu: Uta Koi (Shokushi Nainoshin'nō)
- Hiiro no Kakera II (Vier)
- Magi (Paimon)
- Shakugan no Shana FINAL (Bel Peol)

2013
- Fairy Tail (Erza Scarlet)
- Magi (Paimon)
- Suisei no Gargantia (Ridget)
- Fantasista Doll (Madeleine)
- Nagi no Asukara (Madre de Manaka)

2014
- Witch Craft Works (Kazane Kagari)
- Blade & Soul (Karen Elle)
- Nisekoi (madre de Onodera Kosaki)
- Fairy Tail (2014) (Erza Scarlet)
- Aldnoah.Zero (Yuki Kaiduka)
- Donten ni Warau (Kyko Sasaki)
- Log Horizon(Indicus)

2015
- Go! Princess PreCure (Stella Amanogawa)
- Gunslinger Stratos The Animnation (Olga Janetine)
- Prison School (Mari Kurihara)
- Fairy Tail (2014) Erza Scarlet
- Chaos Dragon (Koukatsu)
- God Eater  (Sakuya Tachibana)
- Shimoneta to Iu Gainen ga Sonzai Shinai Taikutsu na Sekai (Sophia Nishikomiya)

2016
- Sailor Moon Crystal (Michiru Kaiō)
- Fairy Tail (Erza Scarlet)
- Jojo Bizarre Adventure Diamond is Unbreakable (Aya Tsuji)
- Kiitarō Shōnen no Yōkai Enikki (Yukihaha)
- Qualidea Code (Ookuni Mahiru)

2017
- HUGtto! Pretty Cure (Papple)
- Mahō Tsukai no Yome (Titania)
- Konohana Kitan (Bhikkuni)
- Made in Abyss (Ozen)

2018
- Ryuuu no Oshigoto! (Rina Shakando)
- Queen´s Blade Unlimited (Melpha)
- Golden Kamuy  (Kano Ienaga)
- Hanebado (Shindo Uchika)
- Isekai Maou to Shoukan no Dorei Majutsu (Medios)
- Holmes of Kyoto (Yoshie Takiyama)

2019
- Fairy Tail (Erza Scarlet)
- Mahou Shoujo Tokushusen Asuka (General Tabira)
- Kenja no Mago (Miria)
- Isekai Cheat Magician (Lemiya)
- Fire Force (Kayoko Huang)

2021
- Azur Lane Bizoku Zenshin (Mikasa)
- Edens Zero (Elsie Crimson)
- That Time I Got Reincarnated as a Slime (Frey)

2023
- Tomo-chan wa Onnanoko! (Ferris Olston)

2025
- Kimi to Idol Pretty Cure (Reina Pikariine)

### OVAs
- ARIA The OVA ~ARIETTA~ (Alicia Florence)
- Ane Log (Narradora)
- BALDR FORCE EXE RESOLUTION (Reicca Tachibana)
- BLEACH Memories in the rain (Masaki Kurosaki)
- Bokusatsu Tenshi Dokuro-chan 2 (Babel)
- xxxHolic Shunmuki (Yūko Ichihara)
- Fairy Tail (Erza Scarlet)
- Freedom Project (Eden's voice, Ao's Mother)
- Higurashi no Naku Koro ni Rei (Madre de Rika)
- Kaleido Star Legend of Phoenix ~Layla Hamilton Monogatari~ (Layla Hamilton)
- Kikaider 01 the Animation (Rieko)
- Kirameki Project (Klone)
- Mobile Suit Gundam SEED Stargazer C.E. 073 (Selene McGriff)
- Ichi The Killer: Episode 0 (Midori)
- Sakura Taisen: NEW YORK NY. (Ankhesenamen)
- Stratos 4 (Sayaka Kisaragi)
- Tenbatsu! Angel Rabbie (Margareta)
- Tsubasa Tokyo Revelations (Yūko Ichihara)

### Película
- Fairy Tail: La Sacerdotisa del Fénix (Erza Scarlet)
- ×××HOLiC - Un sueño de verano (Yūko Ichihara)
- Tsubasa Chronicle: La princesa del país del pájaro enjaulado (Yūko Ichihara)
- Estás Arrestado (Natsuyo Tanaka)
- Detective Conan: Captured in Her Eyes (Sara Shiratori)
- Evangelion: 1.0 You Are (Not) Alone (Staff Nerv)
- Pretty Guardian Sailor Moon Eternal  (2021) como Michiru Kaiō/Sailor Neptune
- Pretty Guardian Sailor Moon Cosmos: The Movie (2023) como Michiru Kaiō/Sailor Neptune

### Videojuegos
- Aion: The Tower of Eternity
- Angel Profile (Helena)
- Ape Escape 3 (Akie)
- Aquapazza: Aquaplus Dream Match (Urutorī)
- Arcana Heart 2 (Clarice Di Lanza)
- Arcana Heart 3 (Clarice Di Lanza)
- ARIA -Mirage of a Distant Dream- (Alicia Florence)
- ARIA -The Sky Over the Blue Planet- (Alicia Florence)
- Armored Core for Answer (INTERIOR UNION client)
- Armored Core: Formula Front (AC voice)
- Armored Core: Last Raven (Alliance headquarters)
- Azur Lane (Battleship Mikasa)
- Bleach: The 3rd Phantom (Konoka Suzunami, Shiyo)
- Castlevania: The Dracula X Chronicles (Annette)
- Castlevania Judgment (Carmilla)
- Chaos Rings (Eluca)
- Coded Soul: Uke Keigareshi Idea (May)
- Dengeki Bunko Fighting Climax (Selvaria Bles)
- Dengeki Gakuen RPG: Cross of Venus (Yasuko Takasu)
- Duel Sabar Destine (Dahlia)
- Enchanted Arms (Sayaka)
- Fate/tiger colosseum Upper (Irisviel von Einzbern)
- Final Fantasy X (Lucil)
- Final Fantasy X-2 (Lucil y Nhadala)
- Galaxy Angel, Galaxy Angel: Moonlit Lovers & Galaxy Angel: Eternal Lovers (Dr. Kela)
- Genshin Impact (Ningguang)
- God Eater (Sakuya)
- Grandia Online (Kachua)
- Gundam Battle Royale (Miyu Takizawa)
- Gundam Battle Chronicle (Hoa Blanchett)
- .hack//G.U. (Kaede)
- xxxHolic: Watanuki no Izayoi Sowa (Yūko Ichihara)
- Luminous Arc (Claire)
- Magia Record (Sakie Aki)[2]
- Odin Sphere (Grizelda, Madre de Alice, Vulcan)
- Ougon Musou Kyoku (Beatrice)
- Overwatch (Mercy)
- Suikoden V (Arshtat, Hazuki, Leknaat, y Sharmista)
- Super Smash Bros. (serie) (Robin (Female))
- Tales of Rebirth (Hilda Rhambling)
- The King Of Fighters XV (Chizuru Kagura)
- Queens Blade Spiral Chaos (Melpha)
- Umineko no Naku Koro ni: Majo to Suiri no Rondo (Beatrice)
- Umineko no Naku Koro ni Chiru: Shinjitsu to Gensō no Nocturne (Beatrice)
- Utawarerumono Portable (Urutorī)
- Valkyria Chronicles (Selvaria Bles)
- Valkyria Chronicles 2 (Selvaria Bles)
- Valkyria Chronicles 3 (Selvaria Bles)
- White Knight Chronicles (Florraine)
- Zoids Alternative (Jessica Lambert)

### Radio
- Internet Radio Kaleido Star: Sora to Layla no Sugoi ΟΟ
- Now Hits Street (DJ)
- Popo-Raji

### Anuncios
- Ferrocarril Keikyu (Shinagawa, Aeropuerto Haneda, televisora Yokohama etc.)
- Corporación Keio (Todas las estaciones de la Línea Keiō)
- Ferrocarril Tobu (Estación Nagareyama-otakanomori, Estación Higashi-Iwatsuki, Estación Kita-omiya, Estación Higashi-mukojima, Estación Umejima, Estación Tsurugashima, Estación Wakaba y Estación Takasaka)
- Sotetsu (Estación Nishi-yokohama y Estación Minami-makigahara)

### Otros
- VOCALOID4 (LUMi)

## Música
- Participó del opening de Tona-Gura!, DRAMATIC-GIRLY, junto con Akemi Kanda, Misaki Sekiyama, Erino Hazuki y Ayumi Tsuji.[3]
- Interpretará el ending de la tercera temporada de Sailor Moon Crystal eternal eternity junto con Junko Minagawa.[4]